# 約翰·格哈德
約翰·格哈德（Johann Gerhard；1582年—1637年）是路德宗教會的領袖及神學家。他被稱為路德宗教會的頂樑柱、路德正統的教父。約翰·格哈德與馬丁路德（Martin Luther，1483-1546）和Martin Chemnitz（1522-1586）一同被視為最影響早期路德宗神學的神學家。

## 生平
約翰·格哈德生於德國奎德林堡（Quedlinburg）。十四歲那年，他患了嚴重的重病，長期的水腫和憔悴令他痛苦不已。病患期間幸得當時他的牧師Johann Arndt（True Christianity的作者）每天悉心照料，幫助他戰勝身心靈的焦慮，格哈德亦深受Arndt的牧養和生命影響。病癒後，約翰·格哈德決定為了教會而奉獻自己讀神學。1599年，他入讀威丁堡大學（University of Wittenberg），修讀哲學和神學。後來在親戚的勸籲下，他轉為修讀醫科兩年。1603年他在耶拿大學重新修讀神學，於1605年畢業，並隨即開始在耶拿大學講學。1606年他獲邀作黑爾德堡（Heldburg）的直轄區監督，並投身於教會群體。兩年後，他娶了一名十三歲的少女為妻。1610年他妻子在生下第一個兒子後便離世。格哈德後來於1614年再婚，共有11名子女。
作為領導教會的監督，格哈德對其轄區進行視察，評估黑爾德堡的教會生活狀況，亦經常在教會講道。他也參與路德宗會議，探討當時富爭議性的神學課題。1616年，格哈德獲邀擔任耶拿大學（University of Jena）神學系系主任直至退休。約翰·格哈德被視為最偉大的德國新教神學家之一，一生在神學界致力回應信仰和道德問題。他經歷了「三十年戰爭」的洗禮，最後於1637年在耶拿逝世，享年55歲。

## 主要著作的特點及影響
在約翰·格哈德二十一年的神學家生涯中，他著作甚豐，包括教義性、釋經性和實用神學性的作品，當中以總共九冊的系統神學巨著《神學要義》（Loci Theologici，1610-1621）對神學界影響最深。
《神學要義》以聖經論述為出發點，探討神學和教義的原則。書中綜合討論宗教改革時期的神學主題，又探討神學的雙重特性。神學的雙重特性（dual nature of theology）首先由馬丁路德（Martin Luther）提出，由墨蘭頓（Melanchthon）作系統性的表述。神學的特性之一是對聖經內容作有系統性以及學術性的詮釋。而神學的另一個同等重要的本質是聖經在公共空間（教會宣講）和私人空間（個人靈修）的運用。格哈德除了把神學系統化和具體概念化，他也把神學的雙重特性應用在實際層面上，嘗試把基督教教義應用於提升或督責信徒的生命。格哈德曾經以醫學比喻神學。神學好像靈性的良藥，先醫治犯罪墮落的人，而神學的目的就是人神關係的恢復以及人的救贖。要達到神學最終的目標，必須透過對上帝的真知識和對基督的真信心。
除了Loci Theologici，約翰·格哈德的Harmony of the Gospels和 Confessio Catholica 兩部作品，都旨在證明路德宗的教導不但符合聖經，更與天主教尊崇的早期神學家的立場一致。他寫的Bellarminus Orthodoxias Testis代表路德宗對耶穌會神學家Robert Bellarmine捍衛天主教的論述作出回應。格哈德著名的著作亦包括靈修作品 Sacred Meditations（1606年）以及School of Piety等。
格哈德在二十二歲還是神學生時便寫了著名的路德宗靈修作品Meditationes Sacrae，於1606年出版。這本書被翻譯成英文、法文、瑞典語、芬蘭文、威爾士語、希臘文、阿拉伯文、波蘭語、俄文等多國語言，當時的發行量只僅次於聖經和Thomas a Kempis的Imitatio Christi，可見其世界知名程度。格哈德在本書的前言中說︰「如果神學是實用性的指引，它的目的就不是純粹知識或理論，而是實踐。」(「If theology is practical instruction its goal will not be mere gnosis (knowledge) or subtle theoria (theory), but rather practice.」)他在書中寫道︰「生命若沒有信仰是糟糕的，但信仰若沒有好好活出來便是沒用的。」(「Life is bad where there is no belief in God, but, on the other hand, belief is useless where life is not lived well.」)可見他對於信徒如何在生活中落實實踐信仰十分重視。
格哈德後期的作品The School of Piety以靈修默想的操練為中心，被稱為路德宗首部以靈修默想作為信徒生命滲透性特質的靈修書。書中核心主題是源自提前4:7「在敬虔上操練自己」。The School of Piety第一部份列出信徒要在敬虔上操練的原因。第二部份提出真正的敬虔精義，以及達致敬虔的操練方式。第三部份以十誡的多方面釋經作為︰大綱，闡述已重生的基督徒應有的品德。
約翰·格哈德一生的著作有一個顯著的特色，就是他除了是一位博學的路德宗學者，整理出一套路德宗的系統神學，他亦十分關注普羅大眾的信仰生活，他寫的實用性靈修作品對後世影響深遠。格哈德可謂靈修默想操練的大師，他既能夠用基督教經典文本作出深度反思，亦能對神人關係作自我探索。他認為與基督聯合的方法就是「基督的義注入我們」，強調在聖禮（例如浸禮、聖餐）中基督的臨在。